# ناحیه پاپوآ
ناحبه پاپوآ(به انگلیسی: Papua Region) یکی از ۴ ناحیه در تقسیمات کشوری پاپوآ گینه نو به شمار می‌رود. پایتخت کشور، پورت مورسبی در این ناحیه واقع شده است.

## تقسیمات
این ناحیه خود از ۶ استان تشکیل می‌شود:
- مرکزی
- خلیج
- خلیج میلنه
- استان شمالی (اورو)
- استان غربی (فلای)
- منطقه پایتخت